# Biodiversität

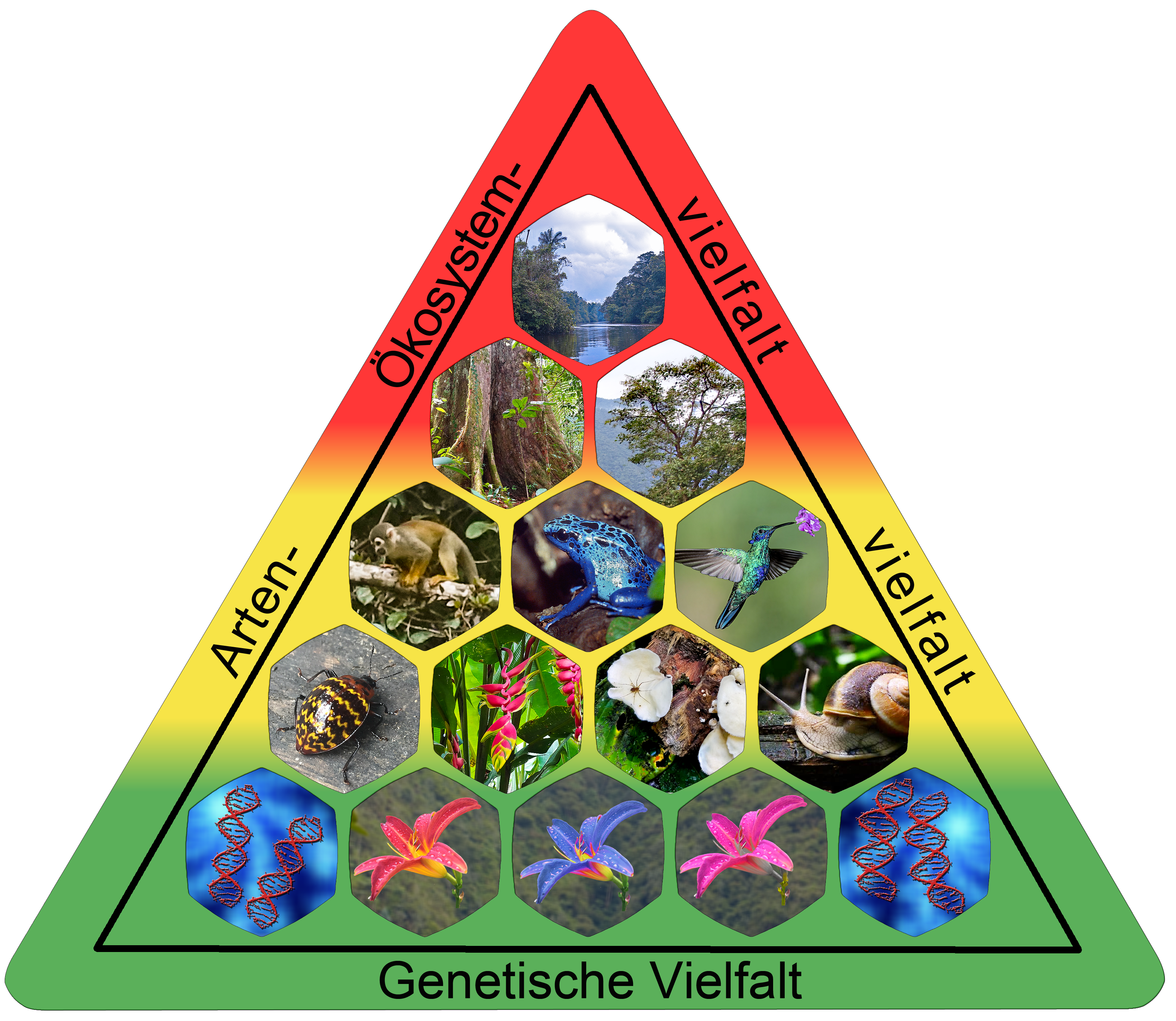
Die drei (wesentlichen) Ebenen der Biodiversität (Beispiel: Tropischer Regenwald Ecuadors)

Biodiversität oder biologische Vielfalt ist ein Konzept der Biowissenschaften für die Vielfalt und Variabilität des Lebens in einem bestimmten Landschaftsraum oder in einem geographisch begrenzten Gebiet (beispielsweise Rasterzelle oder Land).
Als wissenschaftlicher Fachbegriff setzt sich der Begriff aus drei Ebenen zusammen:
- Die genetische (häufig auch sichtbar unterscheidbare) Ebene umfasst die Zahl der Varianten innerhalb und zwischen Populationen von Organismen.
- Die Ebene der Artenvielfalt bezieht sich in der Regel auf die Anzahl der Arten oder Taxa.
- Die Ebene der Ökosysteme schließt die Vielfalt der Lebensräume wie Biotop, Biom oder Ökoregion mit ein.

Nach Carl Beierkuhnlein ist Biodiversität ein Bewertungsmaßstab für die qualitative, quantitative und funktionelle Vielfalt des Lebens auf allen Organisationsebenen im untersuchten Gebiet. Damit ist sie ein wichtiges Kriterium für die Beurteilung der Schutzwürdigkeit eines Gebietes im Naturschutz, aber auch seiner nachhaltigen Bedeutung für den Menschen.

Zu einem politischen Begriff wurde Biodiversität mit dem Abkommen über die biologische Vielfalt (Convention on Biological Diversity, CBD), das 1992 auf der UNCED in Rio de Janeiro ausgehandelt wurde. Dort einigte man sich auf folgende umfassende und weithin angenommene Definition:
„Biologische Vielfalt“ [bedeutet] die Variabilität unter lebenden Organismen jeglicher Herkunft, darunter Land‑, Meeres‑ und sonstige aquatische Ökosysteme und die ökologischen Komplexe, zu denen sie gehören; dies umfasst die Vielfalt innerhalb der Arten und zwischen den Arten und die Vielfalt der Ökosysteme.

## Zur Entwicklung des Begriffs und seine Bedeutungsimplikationen

### Fachbegriff in der Biologie

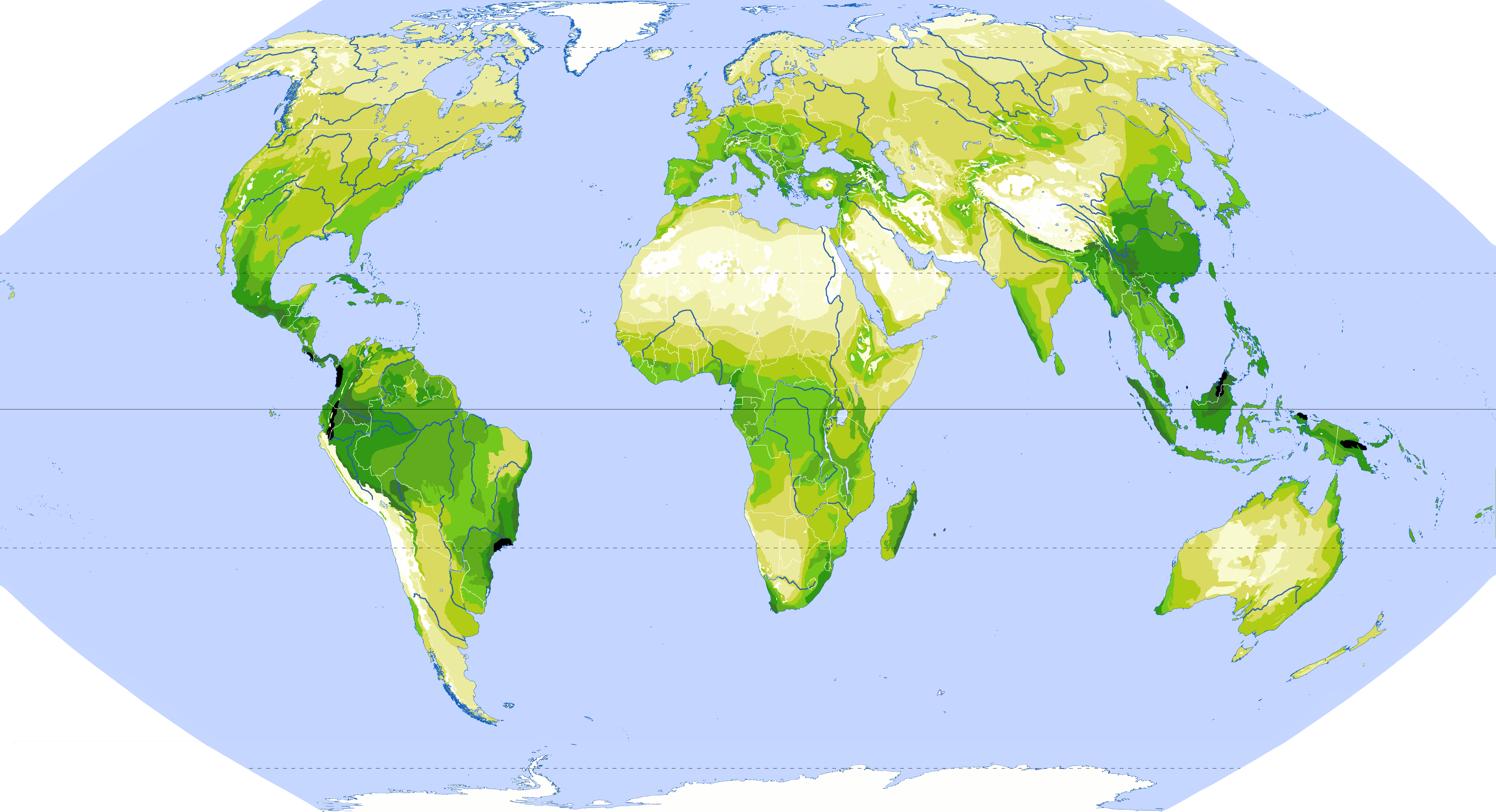
Globale Verteilung der Biodiversität, bezogen auf die Anzahl der Gefäßpflanzen-Arten auf je 10.000 km² (bei der Untersuchung anderer Gruppen von Lebewesen entstehen sehr ähnliche Zonierungen)
(= Anökumene)
(= „Megadiversitätszentren“)

Bereits seit längerem existiert der Begriff der „Diversität“ als ökologischer Fachterminus zur Beschreibung der „Verschiedenheit“ der Eigenschaften von Lebensgemeinschaften oder ökologischen Systemen (α- und γ-Diversität, siehe unten). Das bekannteste Beschreibungsmaß für die Diversität ist neben der Artenzahl (species richness) der aus der Informationstheorie abgeleitete Shannon-Wiener-Index. Er berücksichtigt sowohl die Häufigkeitsverteilung als auch den Artenreichtum. Ein weiterer verbreiteter Diversitätsindex in der Biologie ist der Simpson-Index.
Die Diversität einer Lebensgemeinschaft im hier definierten Sinn ist als ökologischer Beschreibungsbegriff zunächst nicht wertend zu verstehen. So können Diversitätsindices nicht ohne Weiteres zum Vergleich eines normativ interpretierbaren Naturschutzwerts von Lebensgemeinschaften herangezogen werden.

### Begriff in der Umweltpolitik
Biodiversität ist die Kurzform des Begriffs „biologische Vielfalt“ (englisch biological diversity; biodiversity). Die Bezeichnung biodiversity stammt ursprünglich aus dem wissenschaftlichen Umfeld der US-Naturschutzbewegung. Die Nutzung von „Biodiversität“ auch in Forschungszusammenhängen führte zu einer gewissen Politisierung des naturwissenschaftlichen Forschungsfeldes der Naturschutzbiologie. Die Etablierung des Begriffs sollte der Durchsetzung politischer Forderungen mit sozialem, ökonomischem und wissenschaftspolitischem Hintergrund dienen. Der Titel des 1986 vom Evolutionsbiologen Edward O. Wilson herausgegebenen Buches Biodiversity (englische Ausgabe) war die erste weithin wahrgenommene Verwendung des Begriffs. Dem Buch war eine US-amerikanische Tagung zum Thema vorausgegangen.
Im deutschsprachigen Raum wird „Biodiversität“ seit der Debatte um die Verabschiedung der UN-Biodiversitätskonvention 1992 auf dem Erdgipfel vermehrt eingesetzt.

### Ambivalenter Sprachgebrauch in Deutschland
Unter Umständen wird der Begriff „Artenvielfalt“ synonym zu Biodiversität verwendet. Die in der UN-Biodiversitätskonvention gewählte Definition umfasst darüber hinaus jedoch weitere Bedeutungen (siehe unten). Im deutschen Sprachraum gilt der Begriff allgemein als „sperrig“ und schwer in der Öffentlichkeit vermittelbar. Selbst die Bundesrepublik Deutschland, Ausrichter der 9. Vertragsstaatenkonferenz 2008, bemühte sich für die öffentliche Wahrnehmung um einen Ersatzbegriff und nannte die Veranstaltung „Naturschutzkonferenz“.

## Grundlagen der Biodiversitätsforschung
Die Grundlagen zur Erforschung der Biodiversität sind Taxonomie, Systematik und Biogeographie; demnach die Erfassung, Bestimmung und Beschreibung von Arten. Für die Verteilung der Biodiversität eignet sich vor allem die Kartierung der Artenvielfalt der Pflanzen als häufigste und bestimmende Lebewesen nahezu aller Land-Ökosysteme. Sie dienen damit als Indikatoren für die gesamte Biodiversität: Aus ihrer Artenverteilung lassen sich die Grenzen der biogeographischen Einheiten – von den kleinsten Biotopen bis hin zu den Großlebensräumen – bestimmen und abgrenzen. Auf diese Weise wird die Vielfalt von Arten und Ökosystemen ins Verhältnis zur Fläche gesetzt. Die entstehenden Landkarten dienen zur grundlegenden Einschätzung der Verteilung der globalen Biodiversität.

## Ebenen, Maße und Indikatoren für die Biodiversität

Globale taxonomische Diversität, hier gemessen an der Anzahl der Gattungen, im Verlauf des Phanerozoikums

Der Artenreichtum der einzelnen Klassen ist sehr unterschiedlich

Die biologische Vielfalt umfasst verschiedene Ebenen:
1. genetische Diversität – einerseits die genetische Vielfalt aller Gene innerhalb einer Art (= Genetische Variabilität), andererseits die gesamte genetische Vielfalt einer Biozönose oder eines Ökosystems;
2. Taxonomische Diversität – die Anzahl der verschiedenen Taxa, insbesondere der Arten, in einem Ökosystem oder aber auch in größerem Maßstab;
3. Ökosystem-Diversität – die Vielfalt an Lebensräumen und Ökosystemen;
4. Funktionale Biodiversität – die Vielfalt realisierter ökologischer Funktionen und Prozesse im Ökosystem (zum Beispiel abgeschätzt anhand der Anzahl verschiedener Lebensformtypen oder ökologischer Gilden).

Eine vollständige Charakterisierung der Biodiversität muss alle vier Ebenen einbeziehen.
In der Praxis lässt sich die taxonomische Diversität (in der Regel auf Artebene) quantitativ messen und vergleichen mit Diversitätsindices.
Ein Ansatz, die Artenvielfalt in einem größeren Zusammenhang als dem der einzelnen Lebensgemeinschaft zu messen, stammt von Robert H. Whittaker. Er teilt die Artendiversität in Alpha-, Beta-, Gamma-, Delta- und Epsilon-Diversität ein. Diese Abstufungen beschreiben Diversitätsmuster in Abhängigkeit von den beobachteten Flächen in verschiedenen Maßstäben: punktuell, lokal und regional.
Die UN-Biodiversitätskonvention hat die Entwicklung von Indikatoren (englisch indicators) für die Ermittlung der globalen Biodiversität der Biodiversity Indicators Partnership (BIP) übertragen. Dabei handelt es sich aufgrund methodischer Schwierigkeiten oft nicht um Maßzahlen für die Biodiversität selbst, sondern um besser bekannte oder leichter messbare Ersatzgrößen (englisch proxies).
Solche Indikatoren sind unter anderem
- die Abundanz und Verbreitung von Arten,
- der Living Planet Index,
- die Waldfläche,
- der Umfang mariner Habitate,
- die Fläche geschützter Areale (Naturschutzgebiete etc.),
- die Wasserqualität von Meer- und Süßwasser (Eutrophierung, Verschmutzung etc.),
- Gesundheit und Wohlstand menschlicher Gemeinschaften, die direkt von lokalen Ökosystemen abhängig sind
- die Zahl der Träger von traditionellem Naturwissen unter indigenen Völkern und linguistische Diversität bei diesen.

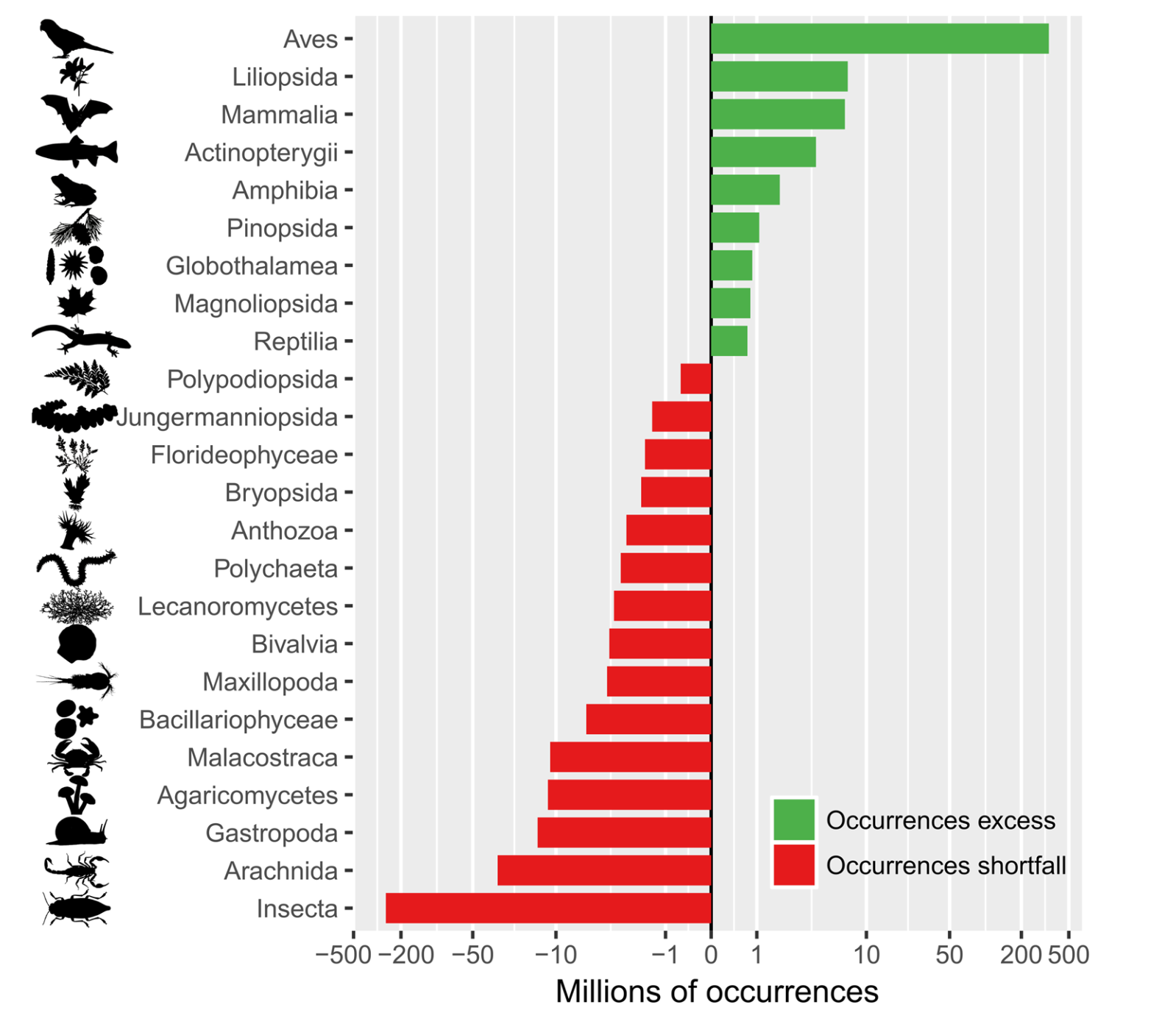
Bias von Biodiversitätsdaten bei 24 verschiedenen Taxa

Nach einer Untersuchung von Biodiversitätsdaten von 24 verschiedenen Taxa im Jahr 2017 sind insbesondere Vögel überrepräsentiert, während Insekten und andere Gliederfüßer unterrepräsentiert sind. Außerdem korrelierte nicht die Forschungsaktivität, sondern vielmehr die gesellschaftlichen Präferenzen mit diesem Bias. Aus diesem Grunde sollte die Forschung mehr für weniger „charismatische“ Arten werben und Initiativen wie Citizen Science entwickeln.

## Biologische und kulturelle Vielfalt
In allen Regionen mit hoher biologischer Vielfalt leben zudem viele indigene und lokale Gemeinschaften. Die International Society for Ethnobiology geht davon aus, dass sich 99 Prozent der weltweit nutzbaren genetischen Ressourcen in deren Obhut befinden. Ob ein direkter Zusammenhang zwischen biologischer und kultureller Vielfalt besteht, ist nicht nachweisbar. Die große Vielfalt indigener Kulturen und die mit Abstand größte Zahl verschiedener Sprachen ist jedoch auffallend.

### Traditionelle Wirtschaftsweisen und Biodiversität
Demgegenüber besteht jedoch ein eindeutiger Zusammenhang in Form eines gegenseitigen Abhängigkeitsverhältnisses zwischen der natürlichen Umwelt und den traditionellen (subsistenzorientierten und nicht-industriellen) Wirtschaftsformen der lokalen Gruppen. Auf der einen Seite brauchen diese Menschen zur Ausübung ihrer Subsistenz eine große Ressourcen-Vielfalt (unter anderem in der Biodiversitätskonvention anerkannt) und auf der anderen Seite wird die örtliche Diversität durch die traditionellen Methoden vergrößert (Dies lässt sich auch historisch für die mitteleuropäischen Kulturlandschaften belegen: Das Mosaik aus extensiv genutzten landwirtschaftlichen Flächen und Wäldern war deutlich reicher an Arten als die potentielle Klimaxvegetation). Die Eingliederung lokaler Gruppen in die Marktwirtschaft erfordert die Erwirtschaftung von Überschüssen, die zumeist durch die Einführung industrieller Produktionsmittel oder die Umstellung auf wirtschaftlich lohnende Produkte erreicht werden. Dies führt in aller Regel zur Zerstörung von natürlichen Lebensräumen und damit zum Rückgang der biologischen Vielfalt.:S. 47, 48

## Verlust von Biodiversität
Im Mai 2019 erschien mit dem Global Assessment Report eine Zustandsbeschreibung der globalen Biodiversität, die dieser eine verheerende Entwicklung bescheinigt.
Als Indikator zur Beschreibung der biologischen Vielfalt dient u. a. der Living Planet Index (LPI). Die Berechnung des Living Planet Index 2024 ergab einen durchschnittlichen Rückgang der Populationsgrößen der beobachteten Säugetiere, Vögel, Amphibien, Reptilien und Fische um 73 Prozent zwischen 1970 und 2020.
Die Berechnung des Living Planet Index 2024 basiert auf Daten aus den Jahren 1970 bis 2020 für insgesamt 34.836 Populationen von 5.495 Arten aus aller Welt. Der LPI bezieht sich auf die beobachteten Populationen, die im Index enthalten sind. In die Berechnung des LPI gehen nur Zahlen von ausgewählten Populationen ein, für die langjährige belastbare Zeitreihen zur Populationsentwicklung vorliegen. Eine Population ist eine Gruppe von Tieren, die derselben Art angehören und zu einem bestimmten Zeitpunkt am selben Ort leben, wo sie im Laufe der Zeit erfasst wurden. Es kann mehrere Populationen einer Art geben, je nachdem, wo sie leben. Jede Population wird mit gleichem Gewicht gezählt, unabhängig von ihrer Größe.
Das Ergebnis der Berechnung bedeutet jedoch nicht, dass die Zahl der Wirbeltiere oder gar der Populationen um 73 Prozent zurückgegangen ist. Es bedeutet auch nicht, dass 73 Prozent der Populationen oder der Arten im Rückgang begriffen sind. Bereits beim LPI 2018 war festzustellen, dass der berechnete durchschnittliche 60-prozentige Rückgang der Abundanz von weniger als 3 Prozent der Wirbeltierpopulationen verursacht wurde; wenn diese extrem rückläufigen Populationen ausgeschlossen werden, verschiebt sich der globale Trend zu einer Zunahme.
Bei dem Rückgang „der weltweiten, biologischen Vielfalt“ handelt es sich aber nicht nur um ein Artensterben, d. h. nicht nur um einen Verlust taxonomischer Diversität, sondern auch um einen Verlust genetischer Vielfalt innerhalb von Arten, oder deren Populationen, infolge eines Rückgangs der Anzahl entsprechender Individuen. Insbesondere der Living Planet Report, ein jährlicher Bericht zum Living Planet Index, informiert in erster Linie über die Entwicklung der Individuenbestände und damit über die Entwicklung der genetischen Vielfalt. Der Verlust genetischer Vielfalt wird auch Generosion genannt. Generosion wird unter anderem durch den Rückgang der Populationsgröße, etwa durch Habitatverlust verursacht und verstärkt diesen weiter, indem sie die Fähigkeit der Arten vermindert, sich an Veränderungen ihrer Umwelt anzupassen. Es konnte etwa bei Wirbeltierarten gezeigt werden, dass die genetische Vielfalt von bedrohten Arten tatsächlich niedriger ist als diejenige von ungefährdeten und dass sie im Zuge der dramatischen Bestandsrückgänge der vergangenen Jahrzehnte aktuell weiter abfällt.
Ein Team von Wissenschaftlern aus acht Ländern hat im Jahr 2000 die fünf wichtigsten Einflussgrößen identifiziert, die die Abnahme der globalen Biodiversität hauptsächlich verursachen:
- Veränderung in der Landnutzung: Hierzu zählen insbesondere Abholzungen von Wäldern und die Umgestaltung natürlicher Ökosysteme zu landwirtschaftlich genutzten Flächen;
- Klimaveränderungen, inklusive Niederschlag und Temperatur;[23]
- Stickstoffbelastung von Gewässern. Hauptverantwortlich werden hier Einträge über Kunstdünger, Fäkalien und Autoabgase genannt;
- Einführung von Neophyten sowie
- die Erhöhung der Konzentration von Kohlenstoffdioxid in der Atmosphäre.

Eine im Fachmagazin Nature im Jahr 2025 erschienene Studie der Eawag und der Universität Zürich nennt folgende fünf Punkte als die wichtigsten menschlichen Einflussfaktoren auf die Biodiversität:
- Landnutzungsänderungen;
- Ressourcenausbeutung;
- Umweltverschmutzung;
- Klimawandel und
- invasive Arten

Als Ressourcenausbeutung wird u. a. die direkte Ausbeutung durch Jagd oder Fischerei verstanden.

## Hotspots der Biodiversität

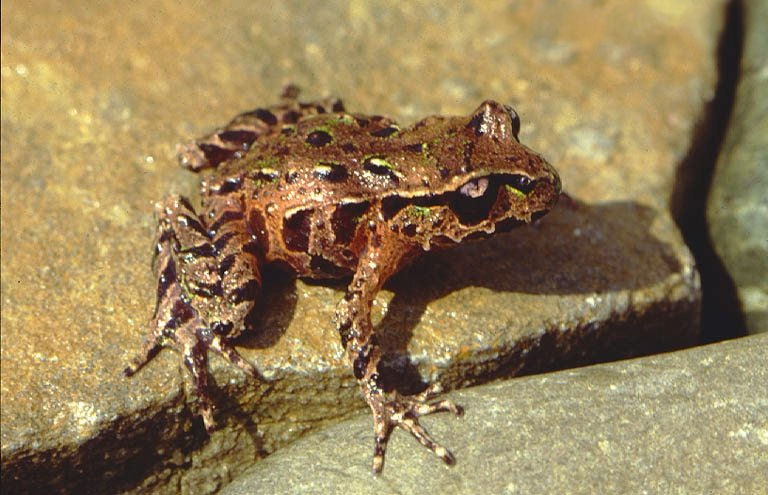
Rund ein Drittel der Amphibienarten gilt mindestens als „gefährdet“.

Extrem hohe Biodiversität in einem begrenzten geografischen Gebiet nennt man Megadiversität. (Für die Megadiversitätszentren der Welt, siehe dort.)
Für ein geografisches Gebiet, in dem die Biodiversität besonders groß ist und das gleichzeitig besonders bedroht ist, hat sich der Begriff „Biodiversitäts-Hotspot“ eingebürgert. Eine wichtige Studie zur Ausweisung der Hotspots wurde im Jahr 2000 von Myers et al. (2000) vorgelegt. Die Hotspots werden bei Myers et al. als Gebiete mit einer hohen Anzahl endemischer Pflanzenarten definiert, „die in diesem Gebiet bereits den überwiegenden Teil ihres ursprünglichen Lebensraums verloren haben“. Als Indikator gelten daher das Kriterium der Artenvielfalt und das der Gefährdung, abgeleitet vom Ausmaß des Lebensraumverlustes. Brooks et al. (2001) beschreiben das Ausmaß des Lebensraumverlusts und des Aussterbens von Arten in den Hotspots.

## Biodiversität und Funktionalität von Ökosystemen
Die Bedeutung der biologischen Vielfalt für die Funktion von Ökosystemen wird seit mehreren Jahrzehnten kontrovers diskutiert. Ende der 1960er Jahre erreichten diese Diskussionen einen ersten Konsens: Diversität begünstigt Stabilität. Dieser Konsens wurde jedoch kurze Zeit später empfindlich gestört, als Robert May anhand mathematischer Simulationen zum Ergebnis kam, dass die Artenkonstanz in zufällig zusammengesetzten artenreichen Modellökosystemen geringer ist als in artenarmen. Die Konstanz der Artenzusammensetzung galt damals als wichtigster Indikator für die Stabilität eines Ökosystems. Eine intensive Neubeschäftigung mit der Diversitäts-Stabilitäts-Frage brachten die ab Mitte der 1980er Jahre veröffentlichten Ergebnisse von David Tilman.
Die Frage nach der Bedeutung der Biodiversität für die Funktionalität von Ökosystemen ist ein Schwerpunkt der Ökosystemforschung und Naturschutzökologie. Es gilt heutzutage hierzu folgender wissenschaftlicher Konsens:
- Die funktionalen Eigenschaften von Arten haben einen starken Einfluss auf die Eigenschaften eines Ökosystems. Aus der relativen Häufigkeit einer Art allein lässt sich dabei nicht immer die Bedeutung dieser Art für das Ökosystem ableiten. Auch relativ seltene Arten können die Beschaffenheit des Ökosystems stark beeinflussen.
- Manche Arten, häufig handelt es sich hierbei um dominante, nehmen innerhalb der Lebensgemeinschaften eine entscheidende Rolle ein (sogenannte Schlüsselarten). Ihr Verlust führt zu drastischen Veränderungen im Hinblick auf Struktur und Funktion der Lebensgemeinschaft.[34]
- Die Auswirkungen von Artensterben und Veränderungen in der Artenzusammensetzung können sich hinsichtlich Beschaffenheit des Ökosystems, hinsichtlich des Typs der Ökosysteme und des Wegs, wie sich die Veränderung in der Gemeinschaft ausdrückt, voneinander unterscheiden.
- Manche Eigenschaften von Ökosystemen sind anfangs weniger anfällig gegenüber dem Aussterben von Arten, da mehrere Arten vielleicht eine ähnliche Funktion innerhalb eines Ökosystems erfüllen (Redundanz), einzelne Arten vielleicht relativ geringe Beiträge zur Funktionalität eines Ökosystems beitragen („Irrelevanz“) oder abiotische Umweltbedingungen die Beschaffenheit des Ökosystems bestimmen.
- Mit zunehmender räumlicher und zeitlicher Variabilität nimmt die Zahl der für die Funktion von Ökosystemen notwendigen Arten zu.

Als wahrscheinlich gilt:
- Die Anfälligkeit einer Lebensgemeinschaft für die Etablierung von Neobiota korreliert negativ mit der Artenzahl, mit der „Sättigung“ der Lebensgemeinschaft. Sie hängt aber auch ab von anderen Faktoren wie der Einführungsrate von Diasporen (propagule pressure), Störfaktoren oder Ressourcenverfügbarkeit.
- Wenn vorhandene Arten unterschiedlich auf Störfaktoren reagieren, dann kann die Funktion des Ökosystems bei Störeinflüssen eher erhalten bleiben, als wenn die vorhandenen Arten ähnlich auf Störfaktoren reagieren.
- Je größer die biologische Vielfalt, desto schneller können sich nach massiven Störungen (etwa Feuer, Wasser) oder bei grundlegenden Änderungen der abiotischen Umweltfaktoren (vor allem Klimawandel) neue Lebensgemeinschaften bilden.

## Ökonomische und soziale Bedeutung der Biodiversität

Junge Ackerbrache mit Korn- und Mohnblumen, Kornrade, Acker-Fuchsschwanzgras und Gerste. Für viele Menschen zeigt sich in solchen Bildern ein ästhetischer Eigenwert der vielfältigen Natur

Die UN-Biodiversitätskonvention bejaht den Wert der biologischen Vielfalt und ihrer Komponenten im Hinblick auf ökologische, genetische, soziale, wirtschaftliche, wissenschaftliche, erzieherische, kulturelle und ästhetische Zusammenhänge sowie hinsichtlich der Erholungsfunktion und bekennt sich neben den instrumentellen Aspekten zum Eigenwert der Biodiversität.

### Eigenwert und Selbstwert
Eigenwert bedeutet, dass die Biodiversität wegen des ihr von Menschen beigemessenen Wertes an sich geschätzt wird. Diese Wertschätzung betrifft z. B. ihre Existenz an sich, ihre persönliche und kulturelle Bedeutung für den Einzelnen im Sinne von Erinnerungswert und Heimat, ihre besondere Eigenart oder auch die Möglichkeit, dem Individuum spezielle Erfahrungen, wie z. B. die der Wildnis, zu vermitteln. Aus Sicht des Ökosystem-Dienstleistungsansatzes werden die Elemente, Strukturen, Zustände und Prozesse ökologischer Systeme, denen Eigenwerte zugeschrieben werden, meist als kulturelle Ökosystem-Dienstleistungen gefasst.
Vom Eigenwert abzugrenzen ist der Selbstwert der Biodiversität. Objekte mit Selbstwert besitzen einen Zweck an sich und für sich, sind nicht zu ersetzen, unterliegen generell keiner Abwägung und sind nicht monetarisierbar. Unter dem Aspekt des Selbstwertes von Biodiversität sind Konzepte zu bevorzugen, die die Erhaltung der Biodiversität an sich ins Auge fassen, den Maßstab also nicht allein bei der Erhaltung ihrer Funktionen ansetzen. Ob man Biodiversität bzw. den Lebewesen, die sie ausmachen, Selbstwerte zuschreiben kann, ist umstritten.

### Versicherungshypothese und Versicherungswert
Nach der ökologischen Versicherungshypothese (Ecological Insurance Hypothesis) kann erwartet werden, dass eine Erhöhung der Artenzahl (und/oder der genetischen Variabilität innerhalb der Populationen einer Art) eine stabilisierende Wirkung auf verschiedene Prozessparameter ökologischer Systeme hat. Mit Erhöhung der Artenzahl steigt die Wahrscheinlichkeit, dass mehrere Arten vorkommen, die eine sehr ähnliche ökologische Funktion ausüben können (funktionale Redundanz), sich jedoch in ihren Umwelttoleranzen unterscheiden. Damit sinkt die Wahrscheinlichkeit, dass bei Veränderungen der Umweltbedingungen alle Arten lokal aussterben, die die fragliche Funktion erfüllen können.
Eine hohe Artenzahl ist auch eine Bedingung dafür, dass in einem Ökosystem eine große Anzahl verschiedener ökologischer Funktionen übernommen werden kann (funktionale Diversität). Verändern sich die Umweltbedingungen, so kann eine zuvor wenig bedeutsame Funktion relevant werden. Wird beispielsweise ein zuvor extern reichlich mit reaktiven Stickstoffverbindungen versorgtes Ökosystem von der Stickstoffquelle abgeschnitten, steigt die Bedeutung Stickstoff-fixierender Organismen. In einem artenreichen Ökosystem ist die Wahrscheinlichkeit höher, dass bereits Arten vorhanden sind, die diese Funktion ausüben können. Ebenso wird bei artenreichen Ökosystemen angenommen, dass die Nahrungsnetzbeziehungen stabiler sind.
Wenn durch biologische Vielfalt – entsprechend der ökologischen Versicherungshypothese oder ähnlichen Mechanismen – eine Stabilisierung von Prozessen und Zuständen ökologischer Systeme erfolgt, kann der Biodiversität ein Versicherungswert zugeordnet werden. Dies ist zumindest immer dann der Fall, wenn von den Prozessen und Zuständen Ökosystemdienstleistungen abhängen. Durch eine hohe Biodiversität werden also Ökosystemdienstleistungen der Tendenz nach zuverlässiger nutzbar. Umweltökonomisch betrachtet ist der Versicherungswert ein Optionswert angesichts einer ungewissen Zukunft, da das Ausmaß künftiger Störungen, die eine Stabilisierung erfordern, nicht bekannt ist.
Es kann auf verschiedene Art und Weise versucht werden, den Versicherungswert wirtschaftswissenschaftlich abzuschätzen. Das eine Verfahren zieht die Störanfälligkeit der Prozesse und Strukturen des Ökosystems heran und ermittelt die Auswirkung davon auf die Bereitstellung von Ökosystemdienstleistungen. Da der Versicherungswert hier im Wesentlichen aus dem Verhalten ökologischer Systeme bei Störungen abgeleitet wird, kann die wirtschaftliche Quantifizierung mit Schwierigkeiten verbunden sein. Durch Störungen verursachte Veränderungen haben nämlich oft keinen linearen Effekt auf die Bereitstellung von Ökosystemdienstleistungen. Vielmehr erfolgen starke Veränderungen häufig erst, wenn eine bestimmte Schwelle, der sogenannte „tipping point“, überschritten wird. Die Wahrscheinlichkeit, den tipping point zu überschreiten, kann als Anhaltspunkt für den ökonomischen Wert herangezogen werden. Fundierte Kenntnisse in Hinblick auf den aktuellen Zustand des Systems, auf dessen Voraussetzungen sowie auf dessen spezifische Tipping-point-Bereiche sind für die dem Versicherungswert zugrunde liegende Einschätzung erforderlich. Siehe hierzu auch Stabilitätskonzepte von Ökosystemen, insbesondere das der Resilienz.
Ein anderes Verfahren zur wirtschaftswissenschaftlichen Quantifizierung des Versicherungswerts nimmt eine direkte Bestimmung der Zahlungsbereitschaft der Bevölkerung vor. Eingesetzt werden dabei sozialwissenschaftliche Befragungsmethoden (stated preference methods) wie die kontingente Bewertung oder das Choice Experiment. Belege dafür, dass ein solcher Versicherungswert von der Bevölkerung als ökonomische Präferenz im Sinne einer Zahlungsbereitschaft anerkannt wird, liegen mittlerweile durch mehrere Untersuchungen aus Indonesien, Chile und Deutschland vor. Ein weiteres Verfahren ist die Beobachtung des Entscheidungsverhaltens von Landnutzern. So konnte nachgewiesen werden, dass Bauern den Vorteil schätzen, den eine verringerte Schwankungsbreite des jährlichen Ernteertrages bei höherer Agrobiodiversität mit sich bringt: Sie bauen dann bevorzugt unterschiedliche Feldfrüchte (crop diversity) an. Der agronomische Wert der crop diversity wird jedoch durch gegenläufige Spezialisierungsvorteile begrenzt.

### Wert für Pharmazie und Welternährung
Wirtschaftliche Bedeutung hat die Biodiversität außerdem als Reservoir von potenziellen Arznei-Wirkstoffen, von Nahrungsmittelpflanzen und von Genen für die landwirtschaftliche Sortenzüchtung, für biotechnologische Prozesse oder für bionische Entwicklungen (Optionswert).
Der Nutzen von pflanzlichen Arzneimitteln ist immens: Bereits heute sind über 20.000 für Arzneimittel relevante Pflanzenarten bekannt, von denen 1.400 potentiell als Krebsmittel von Bedeutung sind. Der wirtschaftliche Gesamtwert wurde 1987 auf über 40 Milliarden US-Dollar geschätzt. Die fortschreitende Verringerung der Biodiversität verringert dieses Potential massiv.
95,7 % der globalen Nahrungsmittelpflanzen stammen ursprünglich aus den tropischen und subtropischen Regionen, wo die Biodiversität besonders hoch ist. Insofern ist davon auszugehen, dass hier auch zukünftig für die Welternährung wertvolle genetische Ressourcen vorkommen. Insbesondere, da die Nahrungsmittelproduktion weltweit auf nur rund 30 Arten basiert, obwohl es ca. 30.000 essbare Pflanzen gibt. Die Spezialisierung auf wenige Getreide- und Gemüsesorten ist riskant. Es reicht nicht, genetische Vielfalt nur in Samenbanken zu bewahren. Wie für die Wildpflanzen gilt auch für alle Kulturpflanzen die Regel, dass nur eine ausreichende genetische Vielfalt langfristig vor unerwarteten Entwicklungen (wie z. B. Krankheiten oder Schädlingsbefall) schützt. Zudem wurde festgestellt, dass eine große Vielfalt an bestäubenden Insekten die Pollenverteilung besonders effektiv gestalten und damit zu höheren und sichereren Erträgen führen (Beispiel Kürbisanbau).
Während sich interessierte Wissenschaftler und Firmen-Vertreter in der Vergangenheit frei an der Biodiversität fremder Länder bedienen konnten (Biopiraterie), führte die Biodiversitätskonvention Eigentumsrechte eines Staates an seinen genetischen Ressourcen ein. Über einen Access and Benefit Sharing (ABS) genannten Mechanismus wird versucht, die Nutzung der genetischen Ressourcen zu erleichtern, gleichzeitig die Quellen-Länder der Biodiversität an deren wirtschaftlicher Nutzung teilhaben zu lassen.

### Erhaltung der Gesundheit
Der Rückgang der Artenvielfalt kann die Prävalenz von Infektionskrankheiten in einem Ökosystem erhöhen. Gefördert wird die Verbreitung von Krankheitserregern wie Viren, Bakterien und auch pathogenen Pilzen. Die Gesundheit von Menschen, aber auch von verbleibenden Tieren und Pflanzen, kann dadurch gefährdet werden.

### Soziale Aspekte des Biodiversitätsverlusts
Vielfach treffen die Folgen einer abnehmenden Biodiversität als erstes die arme ländliche Bevölkerung, da sie häufig unmittelbar von Ökosystemdienstleistungen abhängig ist, die wiederum auf einer vielfältigen biologischen Umwelt oder der nachhaltigen Nutzung ihrer Elemente aufbauen. Ersatz für diese Ökosystemdienstleistungen ist diesen Bevölkerungsteilen oft nicht zugänglich oder nicht erschwinglich.

## Schutz der biologischen Vielfalt

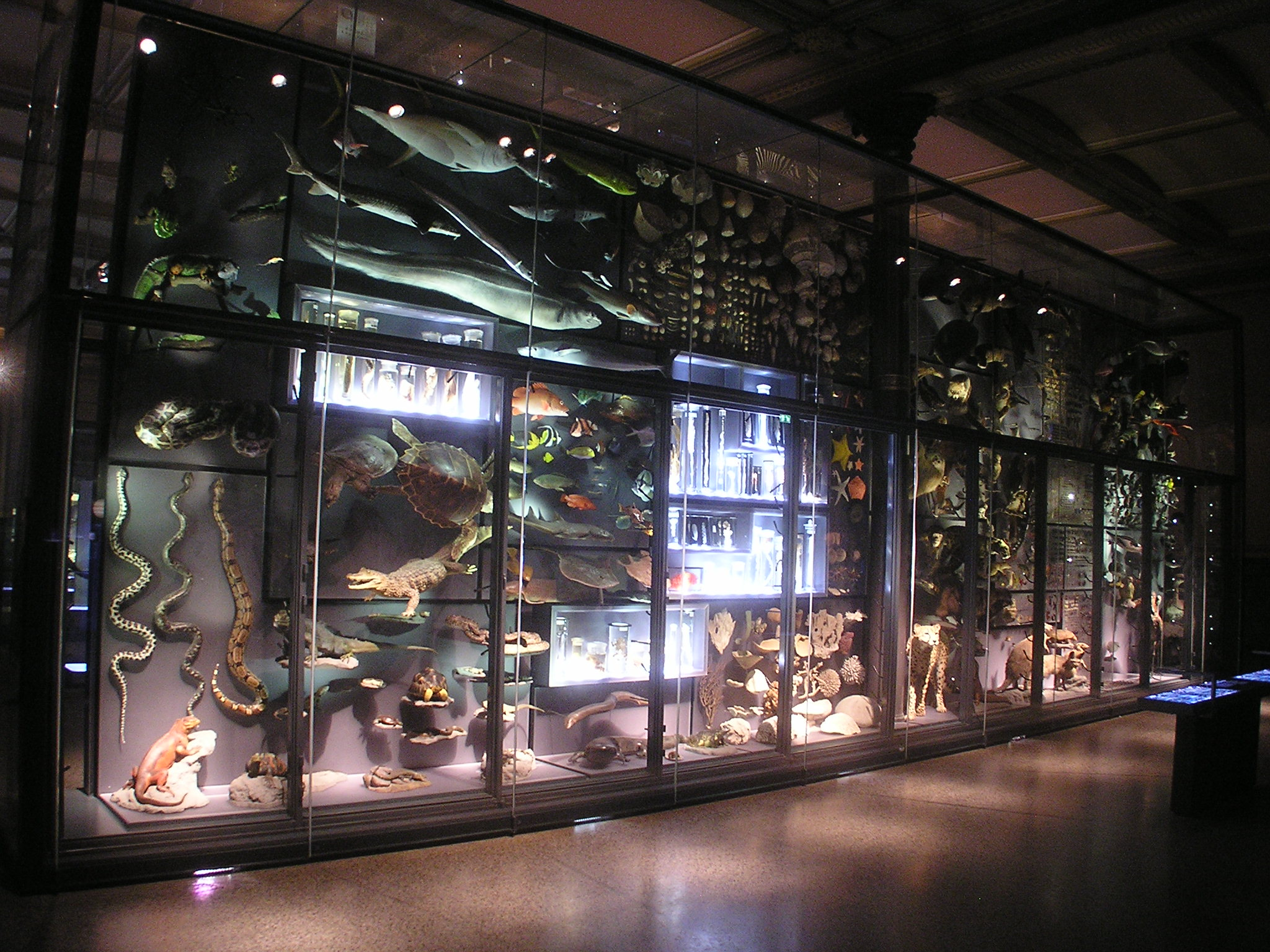
Ausstellungsvitrine zur Biodiversität im Berliner Naturkundemuseum

Als geeignete Gegenmaßnahmen gelten der nachhaltige Konsum, der Ersatz fossiler Brennstoffe und von Holz durch alternative Energiequellen bei möglichst geringer Ausweitung der Nutzung von Biobrennstoffen aus Feldfrüchten, eine Vergrößerung der Schutzgebiete zur Bewahrung primärer Ökosysteme, insbesondere in den tropischen Regenwäldern, sowie die Erhaltung der Diversität bei wilden und domestizierten Tier- und Pflanzenarten. Diesbezüglich fordert der WWF die Abschaffung umweltschädlicher Subventionen.

### Konventionen
Eine Grundlage für den Schutz der Artenvielfalt stellt die UN-Biodiversitätskonvention (Convention on Biological Diversity) (CBD) dar, die 1992 auf dem „Erdgipfel“ in Rio de Janeiro von 192 Mitgliedsstaaten beschlossen und unterzeichnet wurde. Weitere internationale Abkommen zum Schutz der biologischen Vielfalt sind die Ramsar-Konvention und das Washingtoner Artenschutzabkommen (CITES). In der UN-Biodiversitätskonvention haben sich die Mitgliedsstaaten verpflichtet, den Verlust der biologischen Vielfalt aufzuhalten. Die drei Hauptziele sind: Der Schutz der Biodiversität, ihre nachhaltige Nutzung und der gerechte Ausgleich der sich aus der Nutzung (genetischer) Ressourcen ergebenden Vorteile.
An der CBD-Konferenz in Nagoya im Oktober 2010 wurden 20 Ziele für die nächste Dekade festgelegt, die «Aichi Biodiversity Targets». Fehlanreize sollten beseitigt, Schutzgebiete vergrössert werden und die wirtschaftliche Nutzung von Gebieten nachhaltig erfolgen. Bis 2020 wurde keines der 20 Ziele vollständig und nur sechs der Ziele wurden teilweise erreicht.

#### Montreal 2022
Anlässlich des Weltnaturgipfels in Montreal 2022 einigten sich 200 Staaten auf ein Ziel „30 by 30“, was so viel bedeutete, dass bis zum Jahr 2030 weltweit 30 Prozent der Land- und Meeresfläche weltweit für die Biodiversität unter Schutz gestellt sein sollte. Das Ziel ist unverbindlich und wird pro Land, zum Beispiel in der Schweiz mit Zahlen bestehender Schutzflächen zwischen 8 und 23 Prozent, je nach Zählweise unterschiedlich interpretiert. Deutschland liegt hinsichtlich der Ausweisung strenger Naturschutzgebiete im europäischen Vergleich weit hinten.

### Offizielle Strategien

#### Deutschland
Die Bundesregierung verabschiedete 2007 eine Nationale Strategie zur biologischen Vielfalt. Sie setzt damit einen Auftrag der UN-Biodiversitätskonvention um. Die Strategie benennt 330 Ziele und etwa 430 Maßnahmen und soll bis zum Jahr 2020 gelten. Im Kern soll der Rückgang der biologischen Vielfalt aufgehalten werden. Über die Umsetzung der Strategie wird der Bundestag regelmäßig unterrichtet. Viele der NBS-Ziele wurden verpasst. Auch das Aktionsprogramm Insektenschutz der Bundesregierung aus dem Jahr 2019 behandelt das Artensterben eher symptomatisch und stellt die zugrundeliegenden Mechanismen, wie den nachhaltigkeitsdefizitären Ernährungssektor oder das volkswirtschaftliche Wachstumsdogma, nicht in Frage.
Auch bei der im November 2022 beschlossenen Nationalen Moorschutzstrategie steht neben dem Klimaschutz die Erhaltung der Biodiversität im Fokus. Am 18. Dezember 2024 hat das Bundeskabinett die Nationale Strategie zur Biologischen Vielfalt 2030 (NBS 2030) verabschiedet. Die NBS 2030 bündelt alle für den Biodiversitätsschutz zentralen Themen und Ziele in insgesamt 21 Handlungsfeldern mit 64 Zielen unter einem strategischen Dach. Im Aktionsplan sind rund 250 Maßnahmen aufgeführt, die die Bundesregierung bis 2027 umsetzen will. Nach einer Bilanz im Jahr 2027 sollen weitere Maßnahmen benannt werden, die sicherstellen sollen, dass die Ziele bis 2030 auch erreicht werden.

#### Österreich
Die Biodiversitäts-Strategie Österreich 2020+ wurde im Rahmen von offenen thematischen Workshops in Zusammenarbeit hunderter Teilnehmer unter Leitung des Bundesministeriums für Land- und Forstwirtschaft, Umwelt und Wasserwirtschaft (BMLFUW) und des Umweltbundesamtes erarbeitet und im Dezember 2014 veröffentlicht. Die Umsetzung der Strategie und die Zielerreichung werden durch eine extra gegründete Nationale Biodiversitätskommission begleitet. Die Biodiversitäts-Strategie beinhaltet 12 Ziele in 5 Handlungsfeldern, die sich an internationalen Zielsetzungen orientieren, sowie einen umfangreichen Maßnahmenkatalog für den Erhalt der biologischen Vielfalt in Österreich.
Von 2019 bis 2022 wurde partizipativ die neue Biodiversitätsstrategie 2030 erarbeitet und am 12. Dezember 2022 veröffentlicht.

#### Schweiz
Unter anderem tragen in der Schweiz der Tourismus, die Ausdehnung der Siedlungsfläche, die Intensivierung der Landwirtschaft, die Umweltverschmutzung und die Übernutzung von Ressourcen zum Biodiversitätsverlust bei. Im April 2012 verabschiedete der Bundesrat die Strategie Biodiversität Schweiz. Die 10 enthaltenen Ziele sollten bis 2020 erreicht werden. Im September 2017 verabschiedete der Bundesrat den Aktionsplan zur Strategie Biodiversität Schweiz. 2020 zog BirdLife Schweiz eine Bilanz und kam darin zum Schluss, dass die Schweiz viel zu wenig für ihre reichhaltige Biodiversität tue. Auch die OECD und die Europäische Umweltagentur weisen darauf hin, dass die bisherigen Maßnahmen zum Schutz der biologische Vielfalt längst nicht ausreichend seien.
Der Bundesrat hat in seiner Sitzung vom 20. November 2024 die zweite Phase (2025 – 2030) des Aktionsplans zur Strategie Biodiversität Schweiz verabschiedet, der insbesondere Maßnahmen gegen das Insektensterben, zur Anpassung der Biodiversität an den Klimawandel und zur Förderung der Artenvielfalt in den Siedlungen umfasst.

#### Europäische Union
Am 2. Mai 2011 veröffentlichte die Europäische Kommission eine eigene Biodiversitätsstrategie, mit der sie bis 2020 den Verlust der biologischen Vielfalt stoppen wollte; sie umfasst sechs Ziele:
1. die volle Umsetzung der Richtlinie 92/43/EWG (Fauna-Flora-Habitat-Richtlinie) von 1992
2. die Erhaltung und die Aufwertung der Ökosysteme
3. den Beitrag von Agrar- und Forstwirtschaft zur Erhaltung und zur Aufwertung von Ökosystemen zu vergrößern
4. die nachhaltige Nutzung von Fischbeständen zu sichern
5. die Ausbreitung von invasiven Arten zu identifizieren und zu kontrollieren
6. dazu beizutragen, den globalen Verlust der biologischen Vielfalt zu stoppen[80]

2020 beschloss die Europäische Kommission dann als Teil ihres Green New Deals eine Biodiversitätsstrategie 2030.

### Vereinte Nationen
2012 wurde der UN-Weltbiodiversitätsrat (IPBES) mit Sitz in Bonn gegründet, um den 129 Mitgliedsstaaten bei politischen Entscheidungsprozessen wissenschaftlich legitimierte und glaubwürdige Informationen über die Erhaltung und Nutzung von Biodiversität und Ökosystemfunktionen zu liefern. 2019 wurde ein Bericht zur globalen Artenvielfalt veröffentlicht, in dem auf das gegenwärtige Massenaussterben hingewiesen wird. Im September 2020 veröffentlichte die UN den fünften globalen Bericht zur Lage der biologischen Diversität, laut dem keines der für 2020 gesetzten 20 sogenannten Aichi-Biodiversitäts-Ziele vollständig erreicht wurde.
Im Dezember 2022 haben sich auf dem Weltnaturgipfel rund 200 Staaten auf ein neues UN-Naturschutzabkommen geeinigt, unter anderem mit dem Ziel, mindestens 30 Prozent der Land- und Meeresflächen bis 2030 unter Schutz zu stellen.

## Sonstiges
- Seit 2000 haben die Vereinten Nationen den Internationalen Tag der biologischen Vielfalt auf den 22. Mai festgesetzt, den Tag der Verabschiedung der Konvention (zuvor war seit 1994 der 29. Dezember dafür benannt, der Tag ihres Inkrafttretens).
- Das Jahr 2010 wurde von der UNO als Internationales Jahr der biologischen Vielfalt ausgerufen.
- Abgeleitet vom Begriff Biodiversität ist der strukturell analoge in der Verlagswirtschaft angesiedelte Begriff die „Bibliodiversität“.
- Die Sensibilisierung der Öffentlichkeit für die Erhaltung von Biodiversität und einer intakten Natur ist ein wesentliches Ziel der Nationalen Strategie zur biologischen Vielfalt (Kapitel B5); die Naturbewusstseinsstudien erfassen alle zwei Jahre das gesellschaftliche Bewusstsein über biologische Vielfalt in Deutschland. Die aktuellsten Befunde der Studie zeigen, dass 42 % der Deutschen einer der drei Teilaspekte der biologischen Vielfalt kennen (Wissensindikator), 54 % ausreichend sensibilisiert für den Schutz der biologischen Vielfalt sind (Einstellungsindikator) und 56 % eine hohe Bereitschaft bekunden, selbst zur Erhaltung der Biodiversität beizutragen (Verhaltensindikator).[87]
- Die Biodiversität kann innerhalb eines Lebensraumes von Standort zu Standort erheblich schwanken: So ist sie etwa in den tropischen Regenwäldern auf und um die uralten, das Kronendach überragenden Riesenbäumen signifikant höher als im übrigen Wald.

## Neuere Literatur
- Bruno Baur: Biodiversität (= UTB. Band 3325). UTB, Bern 2010, ISBN 978-3-8252-3325-9.
- Bundesamt für Naturschutz: Daten zur Natur 2008. Schriftenreihe zum Zustand der Natur in Deutschland sowie zu getroffenen Maßnahmen zur Erhaltung der Biodiversität, Landwirtschaftsverlag, Münster 2008, ISBN 978-3-7843-3858-3.
- Bundesamt für Naturschutz (Hrsg.), Thomas Potthast (Bearbeitung): Biodiversität – Schlüsselbegriff des Naturschutzes im 21. Jahrhundert? Bundesamt für Naturschutz, Bonn-Bad Godesberg 2007.
- Felix Ekardt, Bettina Hennig: Ökonomische Instrumente und Bewertungen von Biodiversität. Metropolis Verlag, Marburg 2015, ISBN 978-3-7316-1120-2.
- Forum Biodiversität Schweiz: Biodiversität in der Schweiz. Zustand, Erhaltung, Perspektiven. Wissenschaftliche Grundlagen für eine nationale Strategie. Haupt, Bern 2004, ISBN 3-258-06800-3.
- Uta Eser, Ann-Kathrin Neureuther, Albrecht Müller: Klugheit, Glück, Gerechtigkeit. Ethische Argumentationslinien in der Nationalen Strategie zur biologischen Vielfalt (= Naturschutz und Biologische Vielfalt. Band 107). Bundesamt für Naturschutz, Bonn-Bad Godesberg 2011, ISBN 978-3-7843-4007-4.
- Kevin J. Gaston, John I. Spicer: Biodiversity. An Introduction. 2. Auflage (Nachdruck). Blackwell, Malden MA 2005, ISBN 1-4051-1857-1.
- Andreas Hetzel: Vielfalt achten. Eine Ethik der Biodiversität. Transcript, Bielefeld 2024, ISBN 978-3-8376-2985-9.
- Carsten Hobohm: Biodiversität (= UTB. Band 2162). Quelle & Meyer, Wiebelsheim 2000, ISBN 3-8252-2162-8.
- Peter Janich, Mathias Gutmann, Kathrin Prieß: Biodiversität: wissenschaftliche Grundlagen und gesellschaftliche Relevanz. Springer, Berlin 2002.
- Thomas E. Lovejoy, Lee Jay Hannah (Hrsg.): Climate Change and Biodiversity. Yale University Press, New Haven CT 2006, ISBN 0-300-11980-1.
- Josef H. Reichholf: Ende der Artenvielfalt? Gefährdung und Vernichtung der Biodiversität (= Fischer. Band 17665). Herausgegeben von Klaus Wiegandt. Fischer-Taschenbuch-Verlag, Frankfurt am Main 2008, ISBN 978-3-596-17665-6.
- Stascha Rohmer, Georg Toepfer (Hrsg.): Anthropozän – Biodiversität – Klimawandel. Transdisziplinäre Perspektiven auf das gewandelte Verhältnis von Mensch und Natur. Karl Alber, Freiburg im Breisgau 2021, ISBN 978-3-495-49041-9.
- Bruno Streit: Was ist Biodiversität? Erforschung, Schutz und Wert biologischer Vielfalt. Beck, München 2007, ISBN 978-3-406-53617-5.
- Patrick Kacic, Claudia Kuenzer: Forest Biodiversity Monitoring Based on Remotely Sensed Spectral Diversity. A Review. In: Remote Sensing. Band 14, 2022, S. 1–32. doi:10.3390/rs14215363.